# Dubrovački trubaduri
Dubrovački trubaduri bili su hrvatska vokalno-instrumentalna skupina koju je 1961. u Dubrovniku osnovao Đelo Jusić. Glazba koju su svirali, mješavina popa i folka te autentičnog glazbenog izričaja, kao i scenski nastupi koji su često bili upotpunjeni srednjovjekovnom i renesansnom odjećom učinili su ih vrlo popularnim u Jugoslaviji 60-ih i 70-ih godina 20. stoljeća. Zapaženi međunarodni nastup ostvarili su na Pjesmi Eurovizije u Londonu s pjesmom "Jedan dan" s kojom su osvojili 7. mjesto i zamjetan međunarodni uspjeh.

## Povijest
Povijest Trubadura seže još u 1956. godinu, tada kao skupinu dječaka 6.d razreda dubrovačke osnovne škole koji su znali i svirati i pjevati te su nagovorili Đelu Jusića da napiše pjesmu koji bi mogli izvoditi. Tako je nastala “Himna 6. d“ i to je bio neslužbeni početak njihovog djelovanja. Prve su nastupe izvodili uglavnom na školskim satovima, a prvi instrument, saksofon, kupili su u klubu Labirint. Nakon završetka srednje škole, odlučili su da će glazba biti njihov životni poziv, a svojevrstan početak bili su nastupi su na terasi hotela Jadran. Kao službeni početak zajedničkog djelovanja uzima se nastup na vjenčanju Đ. Jusića. Sastav je u početku nastupao pod imenom “Orkestar Đele Jusića", a izvodili su i stare dalmatinske pjesme obrađene u plesnijem ritmu. Na nagovor novinara Tončija Šimunovića, koji je njihovo pjevanje usporedio sa starim trubadurima, ime su promijenili u Dubrovački trubaduri. Prvi nastup imali su u Makarskoj, gdje su nastupili u mornarskim odijelima, te je uniformiranost i ubuduće bila obilježje njihovih nastupa. Prvi ozbiljan uspjeh doživjeli su na Splitskom festivalu 1966. Iste su godine za Jugoton snimili prvu ploču O djevojko, dušo moja na kojoj se nalaze “Serenada Dubrovniku” i “Trubadurska serenada”. Prvu nagradu publike Splitskog festivala 1967. osvojili su s pjesmom “Ulicama moga grada”. Uslijedio je i nastup na Euroviziji 1968. na kojoj su osvojili 7. mjesto pjesmom “Jedan dan". Tijekom 70-ih pomalo gube na snazi, a iz tog vremena zabilježeni su singlovi “Dok palme njišu grane“ (1971.) te “Noćna muzika“ (1972.), a iste godine nastupili su na Krapinskom festivalu pjesmom “Mi smo dečki". U popis njihovih uspješnih singlova spadaju i pjesme “Dalmatinski lero”, “Pusti da ti leut svira”, “Luda mladost” i mnoge druge koje su postale evergreeni. S manje ili više uspjeha snimali su do 1979. kad je otprilike došlo do razlaza članova. Trubaduri su u svojoj karijeri snimili tri LP-ja (Jedan dan, Mi prepuni smo ljubavi, Pusti da ti leut svira), dvadesetak singlica te LP s Benom Cramerom.

## Članovi skupine
Izvornu postavu Dubrovačkih trubadura činili su:
- Đelo Jusić – gitara, mandolina, klavir, orgulje, vokali
- Luciano Capurso Lući – klarinet, saksofon, vokali
- Marko Brešković – bas, vokali
- Slobodan Berdović Bobo – glasovir, orgulje, vokali
- Ladislav Pađen Laci – bubnjevi, vokali
- Hamo Hajdarhodžić – vokali, gitara.

Osim njih, tijekom vremena članovi sastava bili su i:
- Hrvoje Filičić - bubnjevi
- Mujica Jusić - bubnjevi
- Vladimir Raspudić - bubnjevi
- Mime Šime Restović - bubnjevi
- Mladen Špilj Papan - bubnjevi
- Mladen Vučić - bubnjevi
- Srećko Kljunak - gitara
- Zoran Vlaović - gitara
- Đoni Trbuhović - glasovir
- Oliver Dragojević - klavijature
- Miro Kerner - klavijature
- Nevio Končić - klavijature
- Braco Tepšić - klavijature
- Milo Hrnić - vokali